# Mike Magee
Michael "Mike" Magee (Chicago, Illinois, Estados Unidos, 2 de septiembre de 1984) es un exfutbolista estadounidense. Jugó de posición de delantero y su último club fue LA Galaxy de la Major League Soccer.

## Clubes
| Club               | País           | Año           |
| ------------------ | -------------- | ------------- |
| MetroStars         | Estados Unidos | 2003 - 2005   |
| New York Red Bulls | Estados Unidos | 2006 - 2008   |
| Los Angeles Galaxy | Estados Unidos | 2009 - 2013   |
| Chicago Fire       | Estados Unidos | 2013 - 2015   |
| Saint Louis FC     | Estados Unidos | 2015 (cesión) |
| Los Angeles Galaxy | Estados Unidos | 2016          |

## Palmarés

### Campeonatos nacionales
| Título                 | Club               | País           | Año  |
| ---------------------- | ------------------ | -------------- | ---- |
| Copa MLS               | Los Angeles Galaxy | Estados Unidos | 2011 |
| Copa MLS               | Los Angeles Galaxy | Estados Unidos | 2012 |
| MLS Supporters' Shield | Los Angeles Galaxy | Estados Unidos | 2010 |
| MLS Supporters' Shield | Los Angeles Galaxy | Estados Unidos | 2011 |

### Distinciones individuales
| Distinción                                    | Año  |
| --------------------------------------------- | ---- |
| Jugador Más Valioso de la Major League Soccer | 2013 |
| MLS Best XI                                   | 2013 |